# Linea Ōito

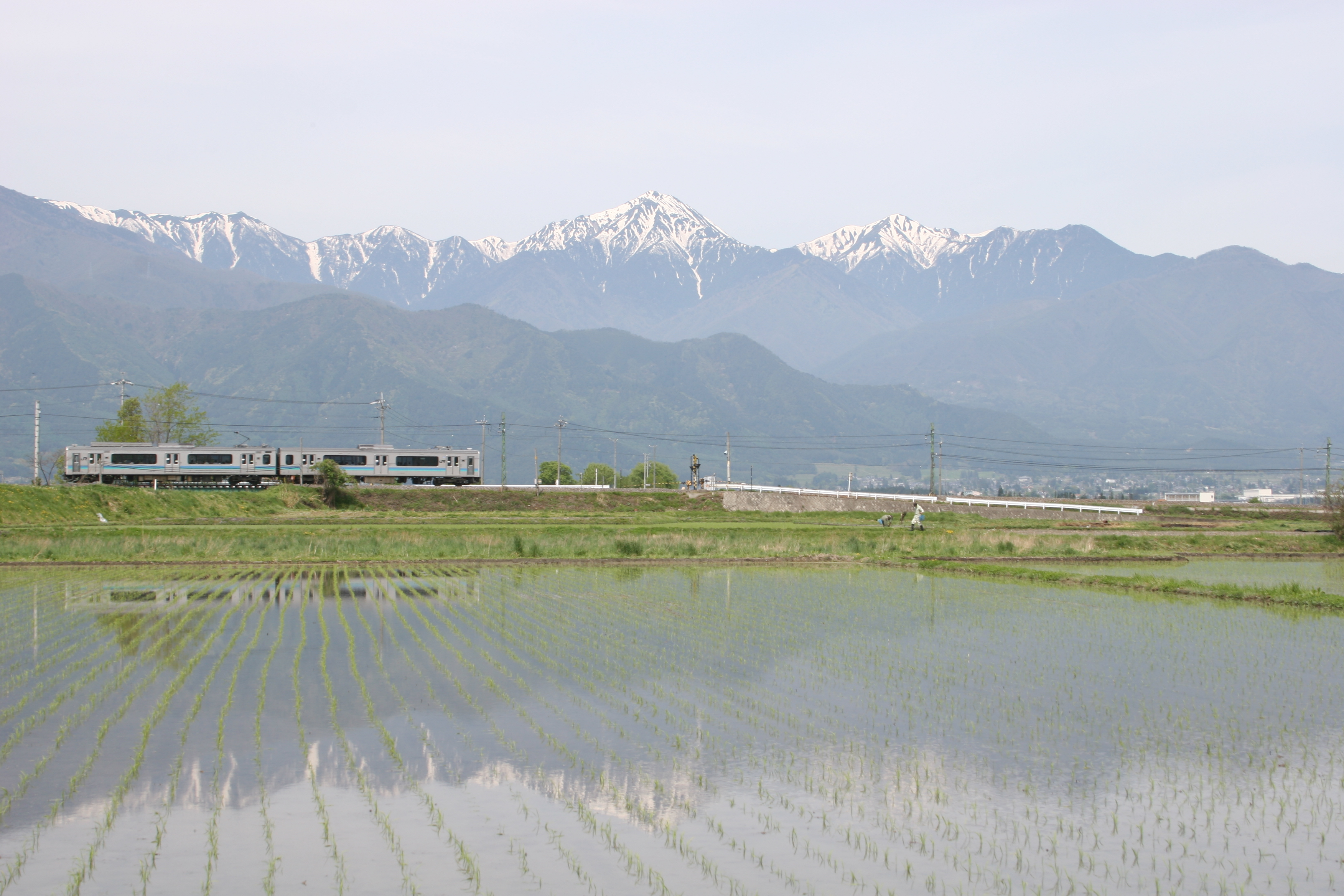
Un treno lungo la linea con le Alpi meridionali sullo sfondo

La linea Ōito (大糸線?, Ōito-sen) è una linea ferroviaria di 105,4 km a scartamento ridotto che unisce la stazione principale della città di Matsumoto, nella prefettura di Nagano con quella di Itoigawa, nella città omonima della prefettura di Niigata in Giappone. La linea è gestita dalla West Japan Railway Company (JR West) fra Itoigawa e Minami-Otari ed è priva di elettrificazione in questo segmento, mentre è gestita dalla East Japan Railway Company (JR East) ed elettrificata fra Minami-Otari e Matsumoto.

## Caratteristiche
- Operatori e servizi:
  - East Japan Railway Company (servizi e infrastruttura)
    - Matsumoto — Minami-Otari: 70,1 km

  - West Japan Railway Company (servizi e infrastruttura)
    - Minami-Otari — Itoigawa: 35,3 km
- Stazioni: 25
  - JR East: 34
  - JR West: 8 inclusa Itoigawa ed esclusa Minami-Otari
- Sezione a doppio binario: nessuna
- Elettrificazione: Matsumoto - Minami-Otari (1500 V CC)
- Segnalamento ferroviario:
  - Matsumoto — Itoigawa: Automatic Train Stop, S-type

## Storia
La sezione fra Matsumoto e Shinano-Ōmachi venne realizzata fra il 1915 e il 1916 dalla Ferrovie Shinano (信濃鉄道?, Shinano Tetsudō) (entità diversa rispetto all'odierna Ferrovie Shinano che opera nella parte meridionale della prefettura di Nagano), e venne quindi acquisita dalle Ferrovie Nazionali Giapponesi nel 1937. Il resto della linea è stata completata da queste ultime fra il 1929 e il 1957. Dopo la privatizzazione della società e la divisione nei vari sottogruppi Japan Railways, la ferrovia è stata assegnata ai due attuali operatori.

## Stazioni

### Sezione JR East
Tutte le stazioni di pertinenza JR East si trovano nella prefettura di Nagano.
| Stazione                      | Giapponese       | Distanza | Distanza | Rap. | Collegamenti                                         | Posizione           |
| Stazione                      | Giapponese       | Interst. | Totale   | Rap. | Collegamenti                                         | Posizione           |
| ----------------------------- | ---------------- | -------- | -------- | ---- | ---------------------------------------------------- | ------------------- |
| Matsumoto                     | 松本             | -        | 0.0      | ●    | Linea Shinonoi Ferrovia di Matsumoto linea Kamikōchi | Matsumoto           |
| Kita-Matsumoto                | 北松本           | 0.7      | 0.7      | ●    |                                                      | Matsumoto           |
| Shimauchi                     | 島内             | 1.9      | 2.6      | ▲    |                                                      | Matsumoto           |
| Shimatakamatsu                | 島高松           | 1.2      | 3.8      | ▲    |                                                      | Matsumoto           |
| Azusabashi                    | 梓橋             | 1.4      | 5.2      | ▲    |                                                      | Azumino             |
| Hitoichiba                    | 一日市場         | 1.6      | 6.8      | ●    |                                                      | Azumino             |
| Nakagaya                      | 中萱             | 1.6      | 8.4      | ▲    |                                                      | Azumino             |
| Minami-Toyoshina              | 南豊科           | 2.0      | 10.4     | ▲    |                                                      | Azumino             |
| Toyoshina                     | 豊科             | 1.0      | 11.4     | ●    |                                                      | Azumino             |
| Hakuyachō                     | 柏矢町           | 2.8      | 14.2     | ▲    |                                                      | Azumino             |
| Hotaka                        | 穂高             | 2.0      | 16.2     | ●    |                                                      | Azumino             |
| Ariake                        | 有明             | 2.2      | 18.4     | ●    |                                                      | Azumino             |
| Azumi-Oiwake                  | 安曇追分         | 1.5      | 19.9     | ●    |                                                      | Azumino             |
| Hosono                        | 細野             | 2.9      | 22.8     | ▲    |                                                      | Matsukawa Kitaazumi |
| Kita-Hosono                   | 北細野           | 1.0      | 23.8     | ▲    |                                                      | Matsukawa Kitaazumi |
| Shinano-Matsukawa             | 信濃松川         | 2.2      | 26.0     | ●    |                                                      | Matsukawa Kitaazumi |
| Azumi-Kutsukake               | 安曇沓掛         | 1.6      | 28.6     | ▲    |                                                      | Ōmachi              |
| Shinano-Tokiwa                | 信濃常盤         | 2.3      | 30.9     | ●    |                                                      | Ōmachi              |
| Minami-Ōmachi                 | 南大町           | 3.1      | 34.0     | ▲    |                                                      | Ōmachi              |
| Shinano-Ōmachi                | 信濃大町         | 1.1      | 35.1     | ●    |                                                      | Ōmachi              |
| Kita-Ōmachi                   | 北大町           | 2.1      | 37.2     | ｜   |                                                      | Ōmachi              |
| Shinano-Kizaki                | 信濃木崎         | 2.2      | 39.4     | ▲    |                                                      | Ōmachi              |
| Inao                          | 稲尾             | 2.2      | 41.6     | ｜   |                                                      | Ōmachi              |
| Uminokuchi                    | 海ノ口           | 1.3      | 42.9     | ｜   |                                                      | Ōmachi              |
| Yanaba                        | 簗場             | 3.4      | 46.3     | ●    |                                                      | Ōmachi              |
| Yanaba Skijō-mae (stagionale) | ヤナバスキー場前 | 1.6      | 47.9     | ｜   |                                                      | Ōmachi              |
| Minami-Kamishiro              | 南神城           | 4.9      | 52.8     | ｜   |                                                      | Hakuba Kitaazumi    |
| Kamishiro                     | 神城             | 2.4      | 55.2     | ●    |                                                      | Hakuba Kitaazumi    |
| Iimori                        | 飯森             | 1.5      | 56.7     | ｜   |                                                      | Hakuba Kitaazumi    |
| Hakuba                        | 白馬             | 3.0      | 59.7     | ●    |                                                      | Hakuba Kitaazumi    |
| Shinano-Moriue                | 信濃森上         | 1.9      | 61.6     | ●    |                                                      | Hakuba Kitaazumi    |
| Hakuba-Ōike                   | 白馬大池         | 3.8      | 65.4     | ●    |                                                      | Otari Kitaazumi     |
| Chikuni                       | 千国             | 3.4      | 68.7     | ｜   |                                                      | Otari Kitaazumi     |
| Minami-Otari                  | 南小谷           | 1.4      | 70.1     | ●    |                                                      | Otari Kitaazumi     |

### Sezione JR West
| Stazione     | Giapponese | Distanza | Distanza | Collegamenti              | Posizione        |
| Stazione     | Giapponese | Interst. | Totale   | Collegamenti              | Posizione        |
| ------------ | ---------- | -------- | -------- | ------------------------- | ---------------- |
| Minami-Otari | 南小谷     | -        | 70.1     |                           | Otari Nagano     |
| Nakatsuchi   | 中土       | 4.0      | 74.1     |                           | Otari Nagano     |
| Kita-Otari   | 北小谷     | 4.4      | 78.5     |                           | Otari Nagano     |
| Hiraiwa      | 平岩       | 5.5      | 85.0     |                           | Itoigawa Niigata |
| Kotaki       | 小滝       | 6.8      | 91.8     |                           | Itoigawa Niigata |
| Nechi        | 根知       | 3.6      | 95.4     |                           | Itoigawa Niigata |
| Kubiki-Ōno   | 頸城大野   | 4.9      | 100.3    |                           | Itoigawa Niigata |
| Himekawa     | 姫川       | 1.9      | 102.2    |                           | Itoigawa Niigata |
| Itoigawa     | 糸魚川     | 3.2      | 105.4    | Linea principale Hokuriku | Itoigawa Niigata |

## Materiale rotabile
- Elettrotreno Serie 681 in servizio Thunderbird
- Elettrotreno Serie 683-2000 in servizio Shirasagi
- Elettrotreno Serie 683-8000 in servizio Hakutaka
- Elettrotreno Serie 415 per i servizi locali
- Automotrice termica Serie NT200 per i servizi sulla ferrovia Noto